# Calice al Cornoviglio
Càlice al Cornoviglio (Calice in ligure e nella variante locale) è un comune italiano di 1 036 abitanti della provincia della Spezia in Liguria.

## Geografia fisica

### Territorio

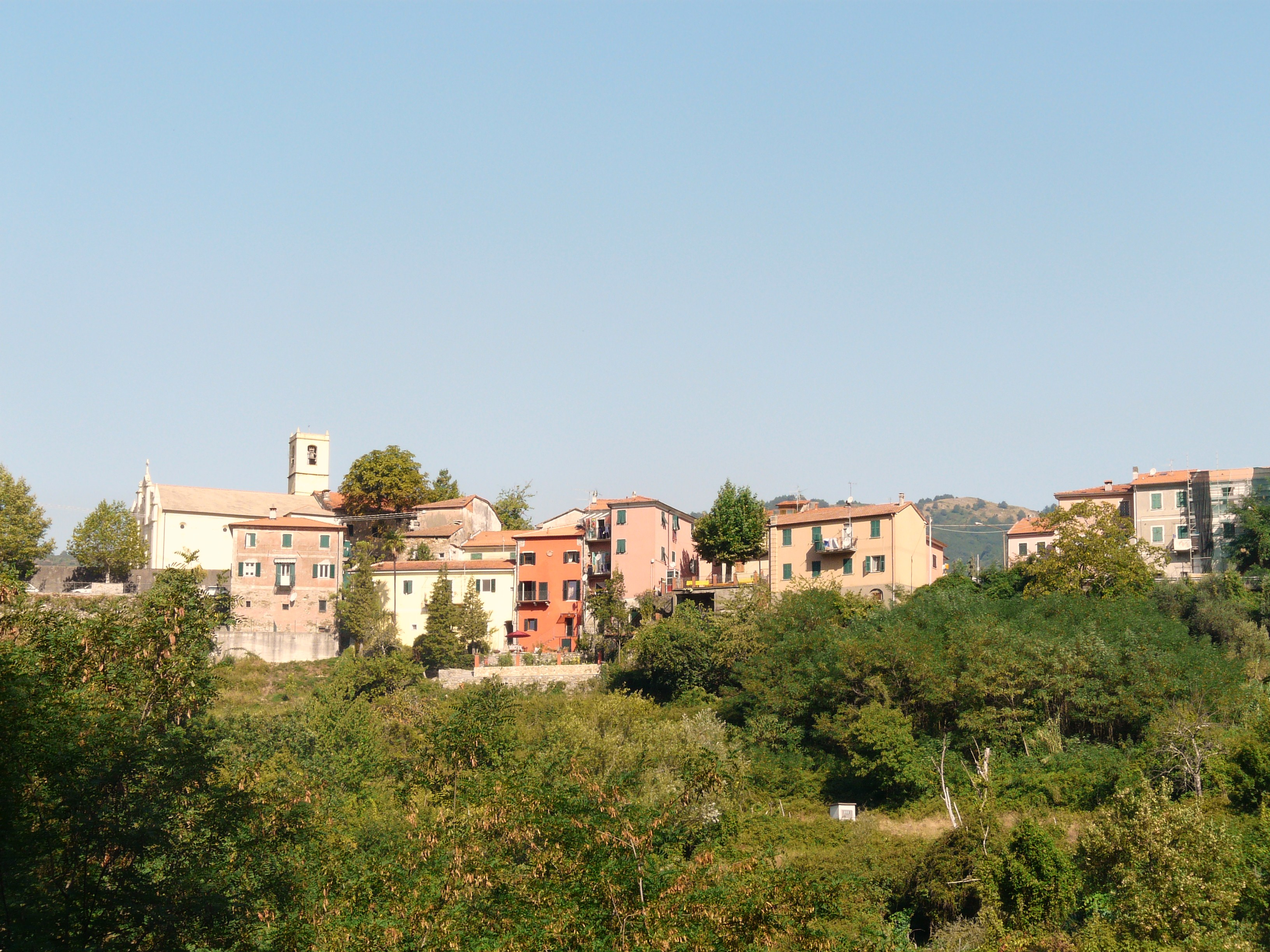
Scorcio del borgo

Il territorio di Calice al Cornoviglio è totalmente montano, solcato da strette vallate percorse da torrenti e trasversali alla val di Vara. Il capoluogo comunale sorge su un'altura a circa 400 m s.l.m.
Nel suo territorio comunale, facente parte del Parco naturale regionale di Montemarcello-Magra-Vara, si trovano le vette del monte Cornoviglio (1.162 m) e del monte Coppigliolo (1.139 m); proprio dalle pendici di quest'ultimo nasce il torrente Usurana che, dopo un percorso di circa dieci chilometri, dove attraversa le frazioni di Terruggiara e Ferdana passando anche sotto al colle dominato dal capoluogo, confluisce nel fiume Vara presso la località di Martinello.
Il secondo corso d'acqua del territorio è il torrente Rì, che ha origine da diversi rami sorgentiferi tra la sella dei Carzacchi e il monte Castellaro di Novegigola (nel territorio massese di Tresana). Sfocia nel fiume Vara di fronte all'abitato di Piana Battolla (frazione di Follo), dopo aver segnato il confine fra Calice al Cornoviglio e il comune massese di Podenzana.

## Storia

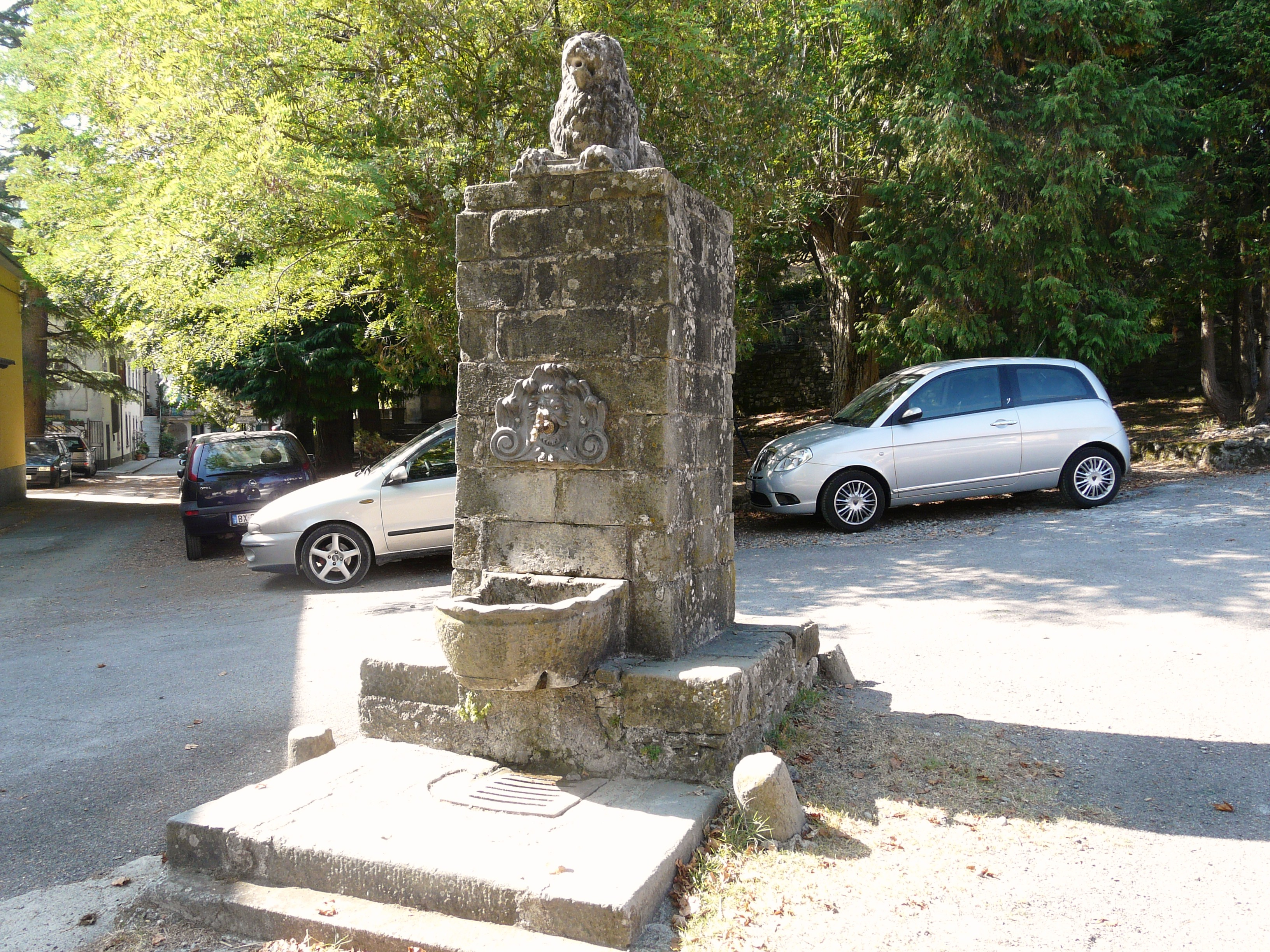
Fontana presso il municipio in piazza del Leone

Le notizie più antiche riguardanti il borgo di Calice al Cornoviglio risalgono agli inizi dell'XI secolo quando il complesso fu proprietà dei vescovi di Luni e poi dei Malaspina, come attesta un documento del 1033 con il quale il marchese Adalberto destinò al Borgo San Donnino (l'attuale Fidenza, nel parmense) alcune proprietà, tra cui Calese.
Sotto la Repubblica di Genova divenne un'importante postazione contro gli attacchi dei Milanesi che, tuttavia, riuscirono a distaccare Madrignano da Calice, togliendolo ai Fieschi. Dopo la congiura di Gianluigi Fieschi del 1547 Calice passò sotto il dominio dei Doria, per tornare per breve tempo nelle mani dei Malaspina (1710). Questo continuo mutare di padroni precedette la definitiva concessione, nel 1772, dei Malaspina a Leopoldo II, sovrano del Granducato di Toscana.
Con la nuova dominazione francese di Napoleone Bonaparte, all'interno del Primo Impero francese, venne inserito dal 13 giugno 1805 al 1814 nel Dipartimento degli Appennini. Nel 1847, con l'esecuzione del trattato di Firenze di tre anni prima, Calice ed il suo territorio passarono dal Granducato di Toscana al Ducato di Modena e Reggio. Rientrato nei confini del Regno d'Italia, il territorio, dal 1859 al 1923, fu eletto a capoluogo dell'omonimo mandamento del circondario di Massa facente parte della provincia di Massa-Carrara; assunse l'attuale denominazione nel 1863. Con l'istituzione nel 1923 della provincia della Spezia passò sotto questo ente amministrativo.
Subisce infine gli ultimi aggiustamenti e assestamenti del territorio comunale proprio nel 1923 con la cessione della frazione di Veppo al comune di Rocchetta di Vara.
Dall'ottobre 1943 al giorno della Liberazione, Calice al Cornoviglio fu centro nevralgico delle attività partigiane nella val di Vara. Il 19 giugno 1944, il castello di Calice, presidio della Guardia Nazionale Repubblicana, fu attaccato in forze da un gruppo di partigiani giellisti al comando di Daniele Bucchioni detto "Dani", insieme ad alcuni partigiani del maggiore inglese Gordon Lett. L'attacco fallì, ma dopo pochi giorni i fascisti si ritirano da Calice. Il presidio fascista durò per pochi mesi, e fino al 25 aprile 1945, Calice venne considerato dai gruppi partigiani che vi operavano, territorio liberato.
Dal 1973 al 31 dicembre 2008 ha fatto parte della Comunità montana della Media e Bassa Val di Vara e, fino al 2011, della Comunità montana Val di Vara.
Il 25 ottobre 2011 una violenta perturbazione ha colpito il levante ligure (bassa e media val di Vara, val di Magra e Cinque Terre) e la Lunigiana (provincia di Massa-Carrara) con esondazioni, danni, vittime e dispersi in diverse località del territorio ligure e toscano. Tra i comuni più colpiti c'è anche Calice al Cornoviglio e frazioni dove le precipitazioni intense hanno provocato danni alle abitazioni, alle attività commerciali e ai collegamenti stradali.
Dal 6 dicembre 2014 al 31 dicembre 2020 ha fatto parte dell'Unione dei comuni della Val di Vara.

### Simboli
Stemma
Gonfalone
Lo stemma e il gonfalone sono stati concessi con decreto del presidente della Repubblica del 9 ottobre 2002. Uno stemma precedente era stato riconosciuto con decreto del capo del governo del 3 dicembre 1937 avente la seguente descrizione araldica:
Il gonfalone era stato concesso con regio decreto del 15 aprile 1940 avente la seguente descrizione araldica:

### Onorificenze
Calice al Cornoviglio è tra le città decorate al valor militare per la guerra di Liberazione, insignito della Croce di guerra al valor militare per i sacrifici delle sue popolazioni e per la sua attività nella lotta partigiana durante la seconda guerra mondiale.

## Monumenti e luoghi d'interesse

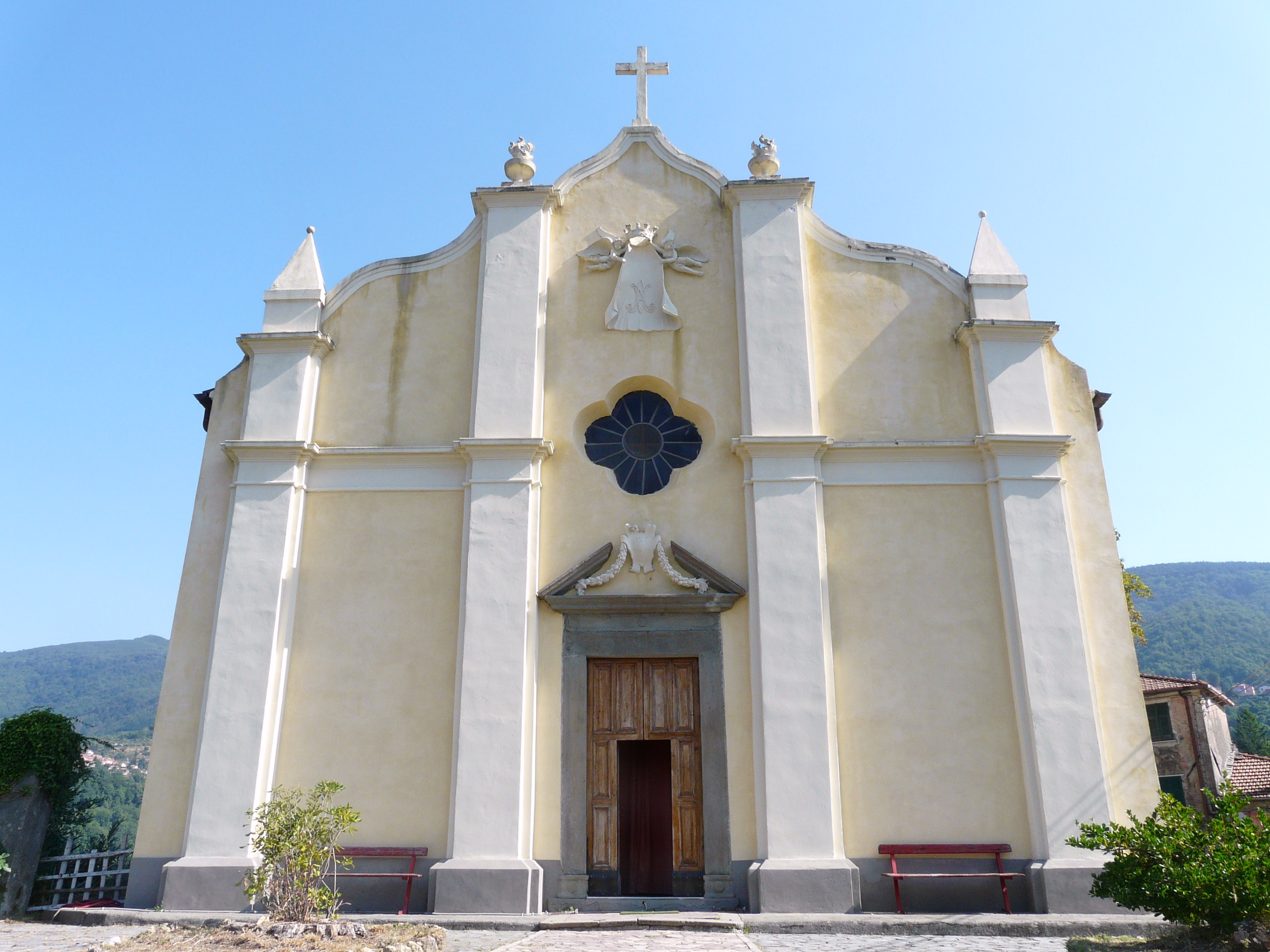
La chiesa parrocchiale di Nostra Signora di Loreto nella frazione capoluogo di Calice Castello

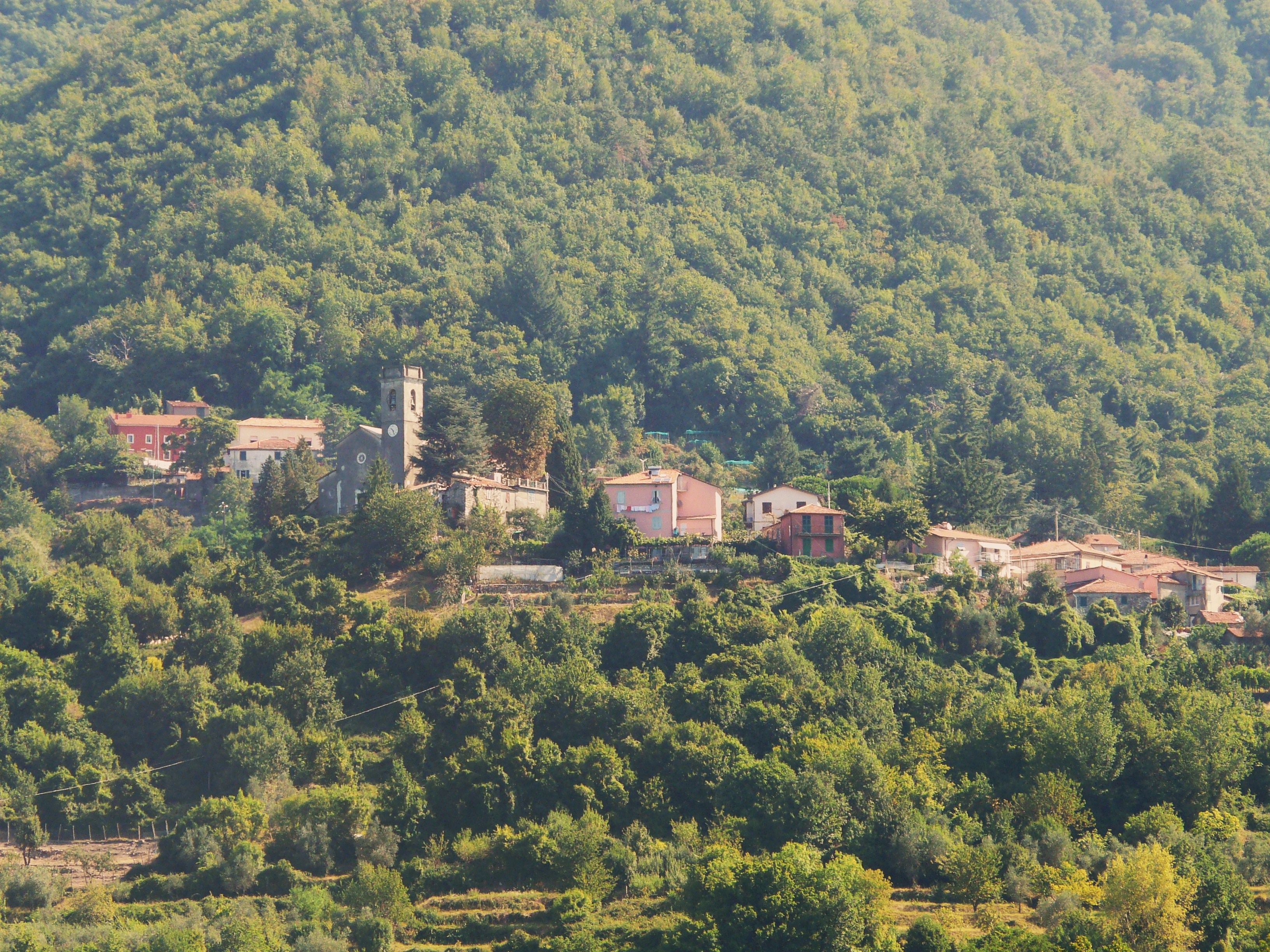
La frazione di Santa Maria con la parrocchiale omonima

### Architetture religiose
- Chiesa parrocchiale di Nostra Signora di Loreto nella frazione capoluogo di Calice Castello; la sua costruzione avvenne nel 1638.
- Chiesa della Madonna del Carmine nella frazione di Borseda. Risalente al XVII secolo, secondo le fonti storiche la sua edificazione fu voluta dalla marchesa Placida Doria.
- Oratorio di San Pietro nella borgata di Debeduse, presso un castagneto.
- Oratorio di Nostra Signora del Carmine del XVI secolo nella borgata di Forno.
- Chiesa parrocchiale dei Santi Margherita e Nicola nella frazione di Madrignano.
- Oratorio di San Giuseppe nella borgata di Martinello.
- Oratorio di Santa Maria Annunziata nella borgata di Molunghi. La sua costruzione potrebbe essere risalente agli inizi del XVII secolo. Il terremoto del 1920, che colpì principalmente la zona di Fivizzano, distrusse l'edificio che fu riedificato poco dopo dall'ultima discendente della famiglia lunense Paita, Donna Armida Pirero Paita.
- Oratorio di San Giovanni Battista nella borgata di Nasso di Sotto. Già nel XVII secolo ospitante un convento, conserva al suo interno una tela del locale pittore David Beghè ritraente la Madonna col Bambino e i santi Giovanni e Pietro. L'altare maggiore in marmo conserva un bassorilievo raffigurante l'Annunciazione di scuola scultorea genovese del XVIII secolo.
- Oratorio di Novegina. Eretto nella frazione di Novegina la struttura è risalente ai primi anni del XVIII secolo. Di particolare pregio è un bassorilievo in marmo sopra l'architrave del portale raffigurante Maria Ausiliatrice. Nella stessa frazione si trovano i resti di un antico ospitale per i pellegrini diretti a Santiago di Compostela.
- Chiesa parrocchiale di Santa Maria nella frazione omonima; gli stucchi e le decorazioni pittoriche interne sono opera del pittore Zeffiro Righi e di David Beghè.
- Oratorio di Maria Ausiliatrice nella borgata di Terruggiara.
- Oratorio di Sant'Anna nella borgata di Tranci.
- Oratorio di Nostra Signora del Carmine nella borgata di Valdonica.
- Oratorio dei Santi Antonio e Bartolomeo del XIV secolo nella borgata di Vicchieda.
- Chiesa dei Santi Sebastiano e Fabiano nella borgata di Villagrossa. Si presenta con una struttura in pietra a vista. All'interno sono conservate due statue in marmo raffiguranti Sant'Antonio da Padova e San Sebastiano.
- Oratorio di Santa Lucia nella frazione di Usurana.

### Architetture militari

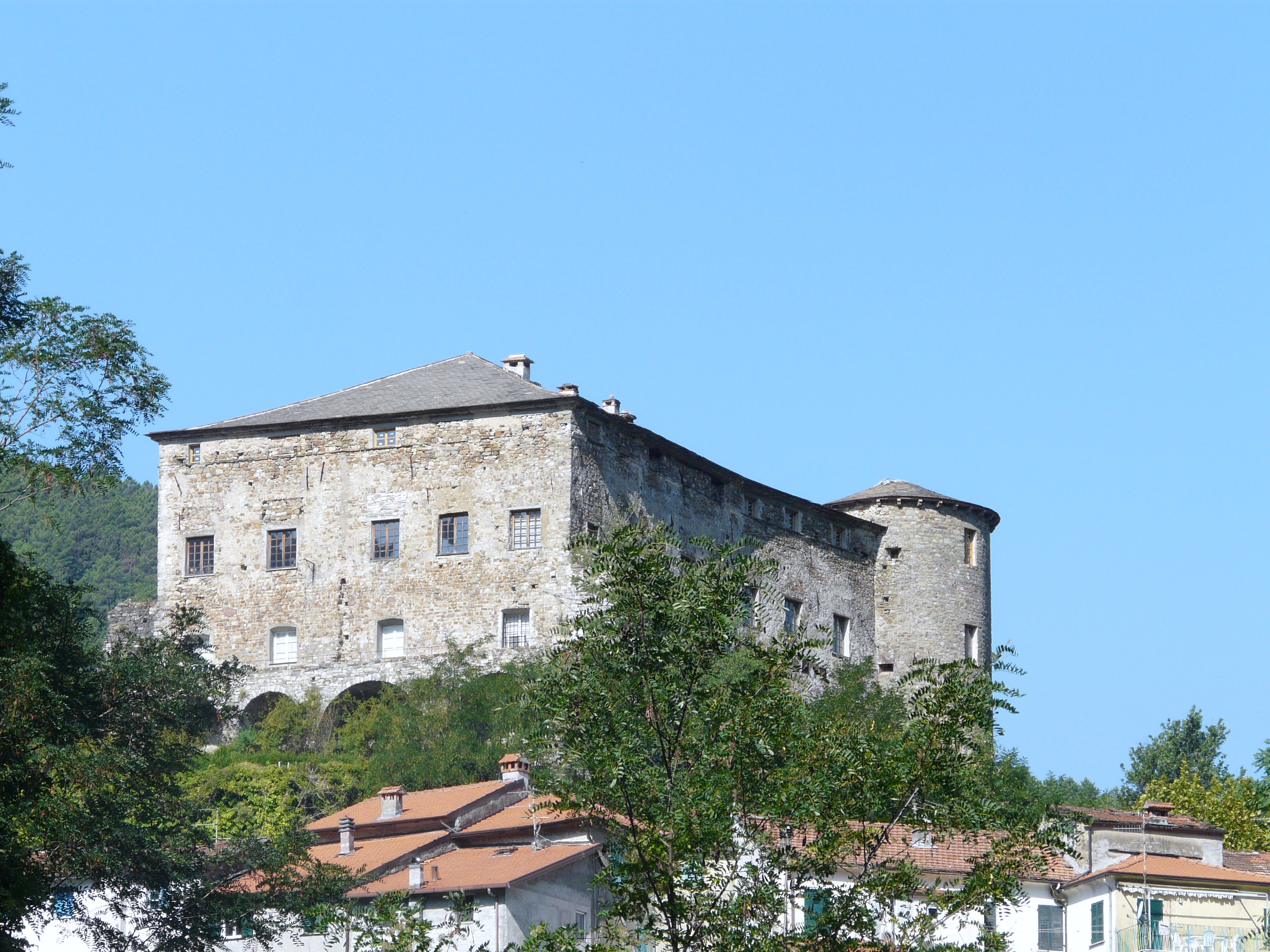
Il castello Doria-Malaspina

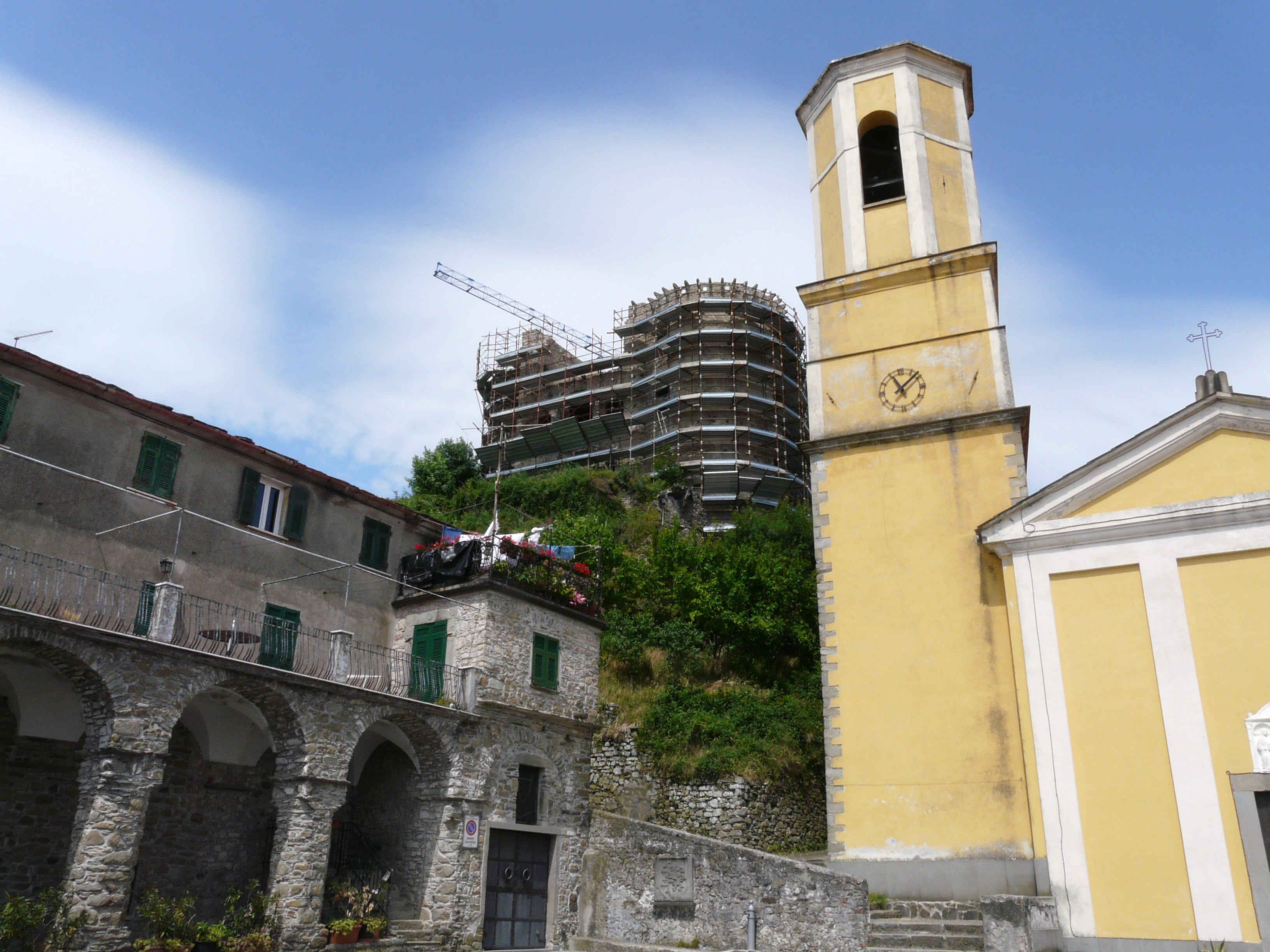
Scorcio del borgo di Madrignano con il locale castello e la parrocchiale

Il castello dei Doria-Malaspina è situato all'interno del borgo di Calice e domina la valle del torrente Usurana controllando gli accessi che dalla val di Vara risalgono verso l'interno. Ha una struttura a pianta trapezoidale, dovuta alle ristrutturazioni subite, e si presenta come un corpo quadrangolare con due torri angolari: a destra un torrione rotondo, a sinistra un corpo cilindrico più basso. Il castello è stato molto rimaneggiato e modificato dalle strutture operate nel corso dei secoli: oggi appare come un palazzo signorile, che conserva solo in parte le caratteristiche architettoniche del complesso fortificato con funzioni di difesa.
Nella frazione di Madrignano si trovano tuttora le rovine di un fortilizio che i Genovesi fecero distruggere nel 1416; domina le case del borgo arroccate intorno alla chiesa dei Santi Margherita e Nicola. Il castello, ricostruito dai Malaspina, fu definitivamente diroccato durante la guerra di successione spagnola, nel 1706, ad opera delle truppe gallo-ispaniche che avevano occupato il feudo di Madrignano con l'appoggio dei Doria, signori di Calice e Veppo. Il sito è stato oggetto nel secondo decennio del Duemila di un'importante fase di restauro e di conservazione della struttura.

## Società

### Evoluzione demografica
Abitanti censiti

### Etnie e minoranze straniere
Secondo i dati Istat al 31 dicembre 2019, i cittadini stranieri residenti a Calice al Cornoviglio sono 52.

## Cultura

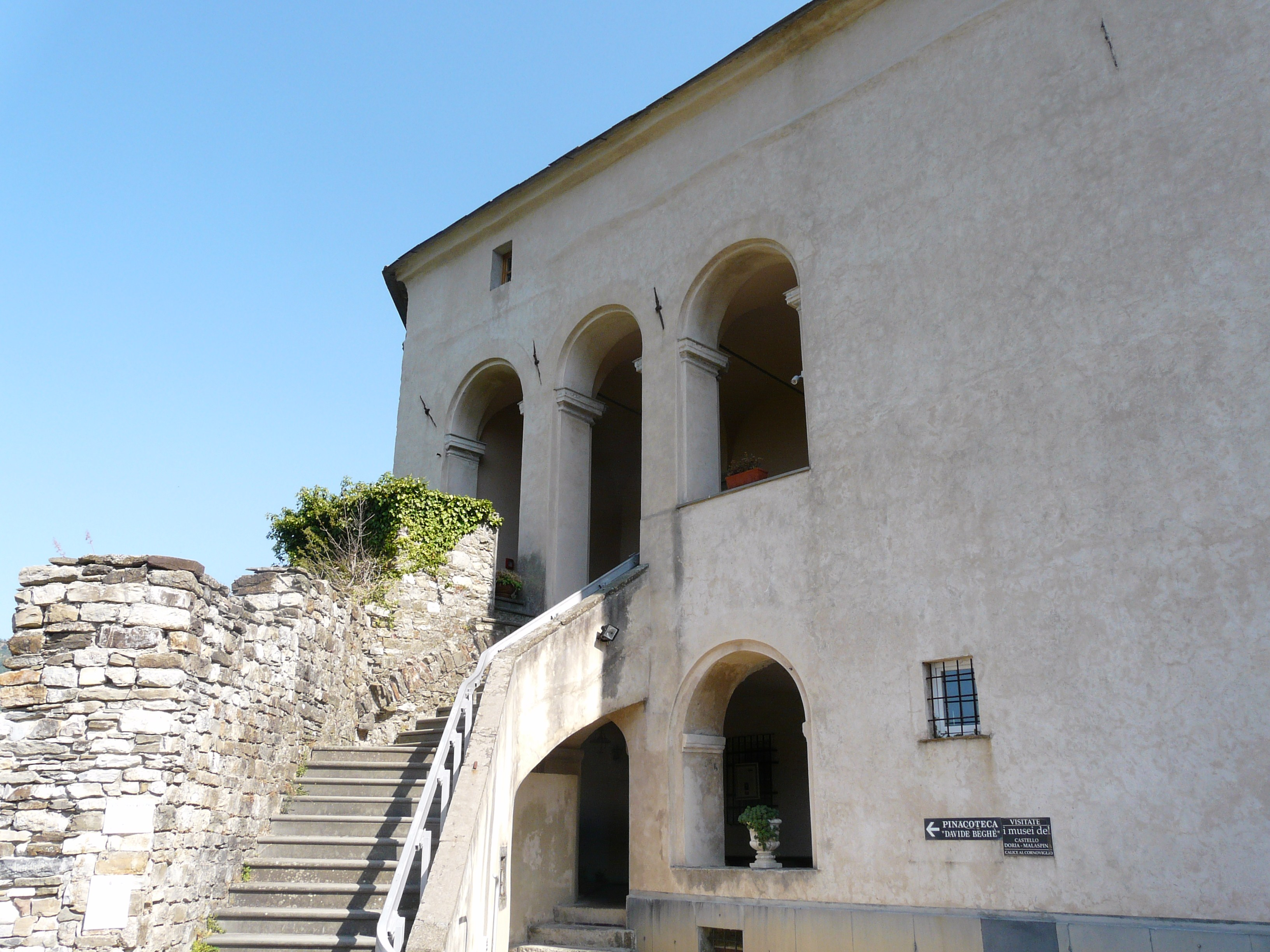
Il castello Doria-Malaspina di Calice, sede dei musei locali e della pinacoteca.

### Istruzione

#### Musei
- Museo della Brigata Val di Vara, inaugurato il 20 luglio 2013.
- Pinacoteca "David Beghè"[17]. Inaugurata il 7 luglio 1992 quale prima pinacoteca aperta in tutta la provincia spezzina, si trova all'interno del castello Doria-Malaspina di Calice; si compone di 28 opere ad olio dell'artista David Beghè.
- Piccolo museo "Pietro Rosa", aperto nella seconda metà degli anni novanta del XX secolo all'interno del castello di Calice.
- Museo dell'apicoltura[18]. Aperto al pubblico dal settembre 2000 (il primo in Liguria) e allestito al piano inferiore del locale castello di Calice, espone una vasta raccolta di arnie e altri attrezzi da lavoro utilizzati dai produttori per le varie fasi della raccolta e produzione del miele.
- Museo della galassia[19]. Realizzato da Umberto Bonini, a cui il museo è intitolato, si trova nelle campagne intorno al borgo medievale di Madrignano.
- Museo della civiltà contadina.
- Museo delle statue stele.

## Geografia antropica

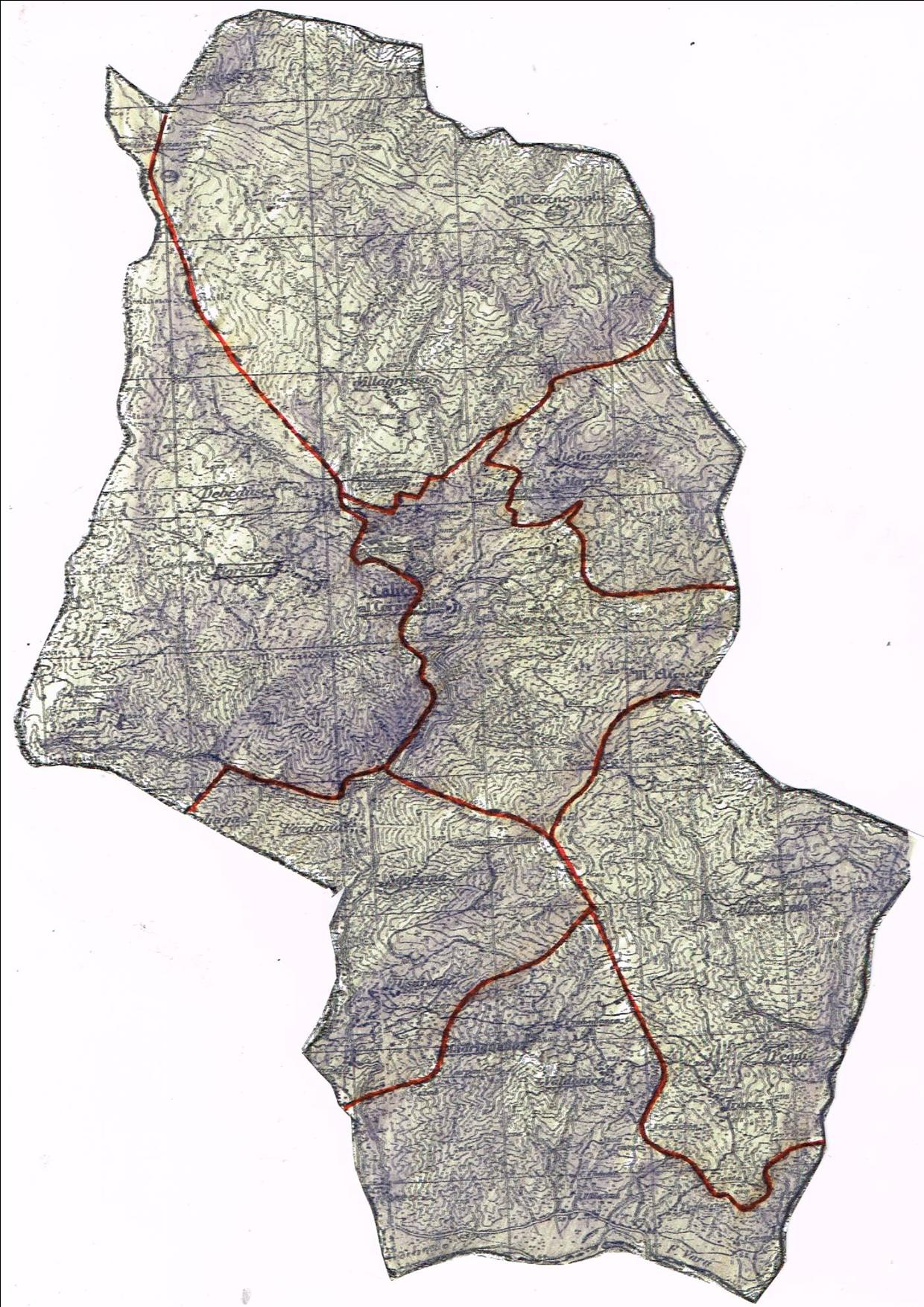
Divisione delle circoscrizioni comunali

### Frazioni
L'ente comunale è costituito dalle sette frazioni di Borseda, Bruscarolo, Castello di Calice (sede comunale), Madrignano, Santa Maria e Usurana per un totale di 33,75 km². Tuttavia lo statuto comunale, oltreché ad affermare ufficialmente la propria identità storica con il territorio della Lunigiana, riconosce come "frazioni" anche quei nuclei abitati (località e borgate) dislocati lungo la valle del torrente Usurana e lungo il versante di Madrignano. Vengono citati quindi i borghi di Debeduse, Villagrossa, Molunghi, Campi, Nasso, Terruggiara-Filettino, Ferdana-Novegina, Usurana-Pantanelli, Pianaccia-Martinello, Piano di Madrignano, Pegui, Tranci, Valdonica, Provvedasco e Castello di Madrignano.
Confina a nord con i comuni di Rocchetta di Vara e Mulazzo, a sud con Follo, ad ovest con Rocchetta di Vara e Beverino e ad est con Mulazzo, Tresana e Podenzana.

### Borghi
Il capoluogo, chiamato dai locali Castello di Calice o semplicemente Il Castello (r Castélo in dialetto calicese) per distinguerlo dalla denominazione in senso lato di Calice per tutta la vallata, è diviso essenzialmente in due parti. Il borgo medievale, detto Borgofreddo, circonda lungo la metà meridionale del colle il castello e si diparte dalla centrale piazza del Leone, sede del comune, della chiesa parrocchiale di Nostra Signora di Loreto e principale punto d'accesso al castello.
Il borgo presenta alcune case padronali interessanti (come la casa Gasbarro) e offre suggestive vedute lungo la valle dell'Usurana. La zona di piazza Trento e Trieste, più recente, è attraversata dalla provinciale e ivi si concentrano gli esercizi commerciali ed i servizi del paese.
Il comune di Calice al Cornoviglio vanta altri numerosi borghi ricchi di testimonianze dell'architettura rurale ligure-lunigianese. Oltre alle chiese e agli oratori risalenti, nella struttura attuale, ai secoli XV-XVII, si trovano interessanti esempi di criptoportici in particolare a Filettino, Tranci, Villagrossa, Ferdana e Usurana; ville storiche a Villagrossa (Rapallini), Campi, Tranci (palazzo Remedi), Castello di Madrignano e Pegui (Saccomani); esempi di case patrizie a Santa Maria, Borseda, Debeduse e Bruscarolo.

## Economia
La popolazione calicese non ha rinnegato le sue tradizioni rurali e l'economia locale si basa prevalentemente sull'agricoltura e sulla pastorizia. Questo elemento ha determinato una progressiva riduzione della popolazione residente. Negli ultimi anni si è invertita la tendenza, come in generale nel comprensorio della val di Vara.

## Infrastrutture e trasporti

### Strade
Il centro di Calice al Cornoviglio (sede comunale di Castello di Calice) è attraversato principalmente dalla strada provinciale 8 che gli permette il collegamento stradale, a sud, con la provinciale 10 in località Martinello. Ulteriori collegamenti viari del territorio sono la provinciale 20 dei Piani di Madrignano e la provinciale 27, che collega la frazione calicese di Molunghi al centro di Parana nel comune di Mulazzo (MS).

### Mobilità urbana
Dal comune di La Spezia un servizio di trasporto pubblico locale gestito dall'ATC garantisce quotidiani collegamenti bus con Calice al Cornoviglio e per le altre località del territorio comunale.

## Amministrazione

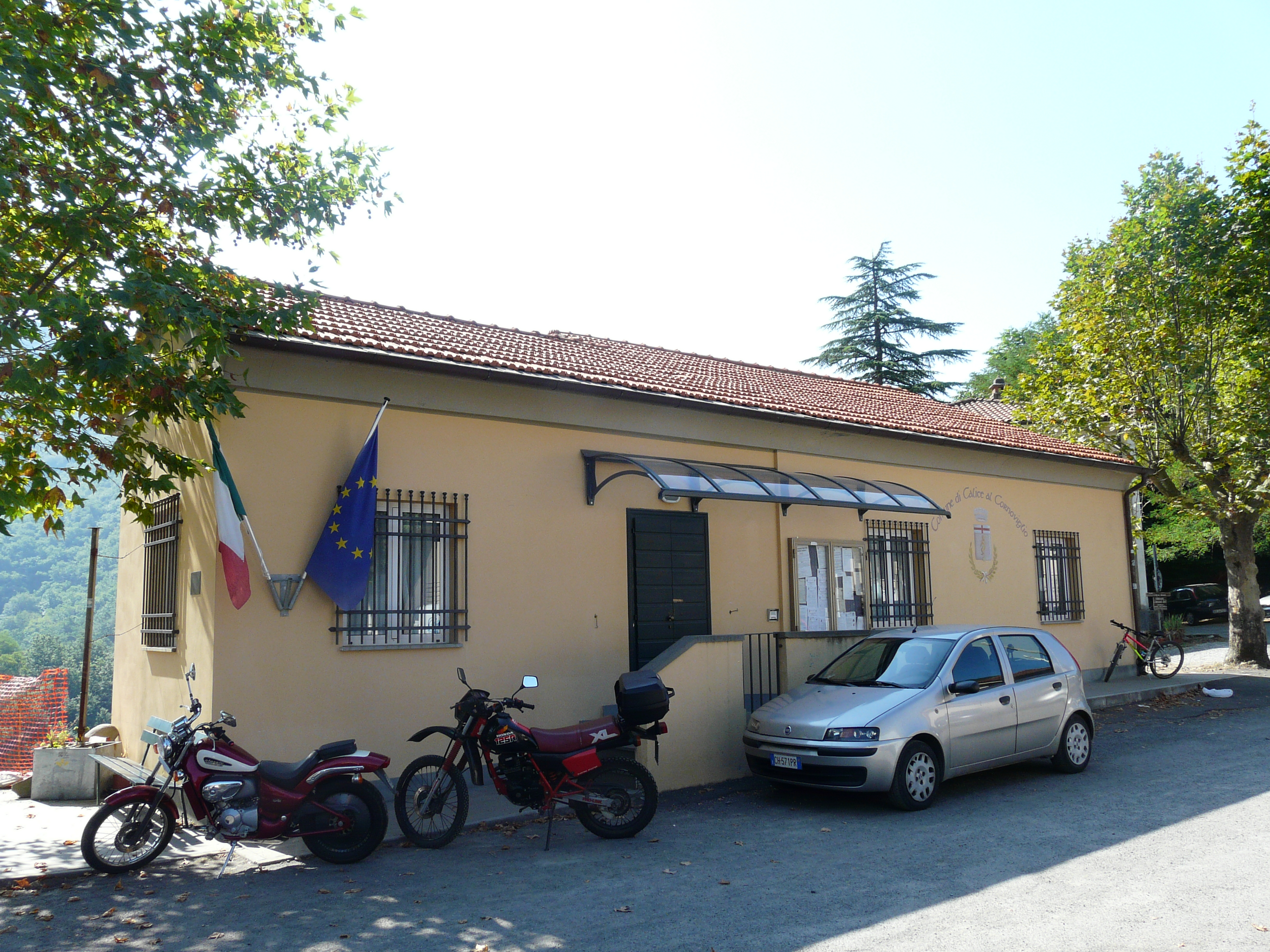
Il municipio

| Periodo         | Periodo         | Primo cittadino          | Partito                                                | Carica         | Note   |
| --------------- | --------------- | ------------------------ | ------------------------------------------------------ | -------------- | ------ |
| 1º ottobre 1986 | 1º luglio 1990  | Roberto Verelli          | Partito Socialista Italiano                            | Sindaco        |        |
| 1º luglio 1990  | 29 gennaio 1993 | Roberto Verelli          | Partito Socialista Italiano                            | Sindaco        | [ 22 ] |
| 5 febbraio 1993 | 24 aprile 1995  | Flavio Cucco             | Partito Democratico della Sinistra                     | Sindaco        |        |
| 24 aprile 1995  | 14 giugno 1999  | Flavio Cucco             | lista civica di centro-destra                          | Sindaco        |        |
| 14 giugno 1999  | 14 giugno 2004  | Piero Barberi            | lista civica                                           | Sindaco        |        |
| 14 giugno 2004  | 8 giugno 2009   | Alberto Battilani        | lista civica di centro-sinistra                        | Sindaco        |        |
| 8 giugno 2009   | 17 aprile 2014  | Alberto Battilani        | Un futuro per Calice (lista civica di sinistra)        | Sindaco        | [ 23 ] |
| 17 aprile 2014  | 26 maggio 2014  | Maria Stefania Ariodante |                                                        | Comm. straord. | [ 24 ] |
| 26 maggio 2014  | 27 maggio 2019  | Mario Scampelli          | Un futuro per Calice (lista civica di centro-sinistra) | Sindaco        |        |
| 27 maggio 2019  | 10 giugno 2024  | Mario Scampelli          | Un futuro per Calice (lista civica di centro-sinistra) | Sindaco        |        |
| 10 giugno 2024  | in carica       | Federica Pecunia         | Vivere Calice (lista civica di centro-sinistra)        | Sindaco        |        |